# Sardohoratia sulcata
Sardohoratia sulcata is een slakkensoort uit de familie van de Hydrobiidae. De wetenschappelijke naam van de soort is voor het eerst geldig gepubliceerd in 1998 door Manganelli, Bodon, Cianfanelli, Talenti & Giusti.